# Claydon House

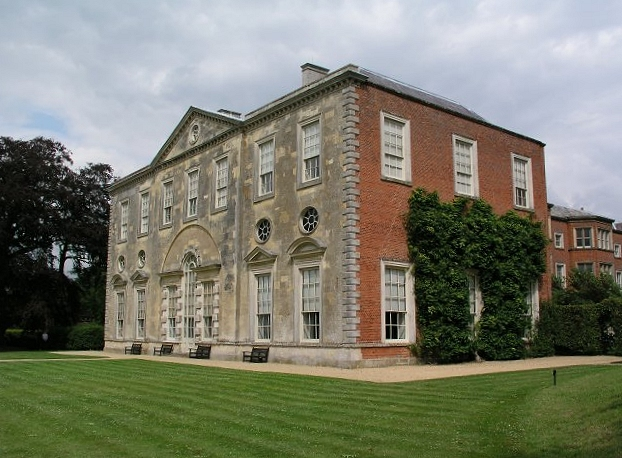
Claydon House von Südwesten gesehen

Claydon House ist ein Herrenhaus in Aylesbury Vale im nordwestlichen Teil der Grafschaft Buckinghamshire in England (UK). Das Landhaus und der Park befinden sich in der Verwaltung der Denkmalschutzorganisation National Trust.
Während der Baukörper und die Fassaden des Gebäudes an den Stil des Palladianismus anknüpfen und dem Neoklassizismus zugerechnet werden können, ist die Dekoration der einzelnen Räume inhomogen und durch verschiedene Stilrichtungen geprägt. In der Gestaltung der Räume finden sich Elemente des Neopalladianismus, des Spät-Rokokos, des Chinoiserie-Stils, der Neugotik und des englischen Neoklassizismus verwendet.

## Geschichte

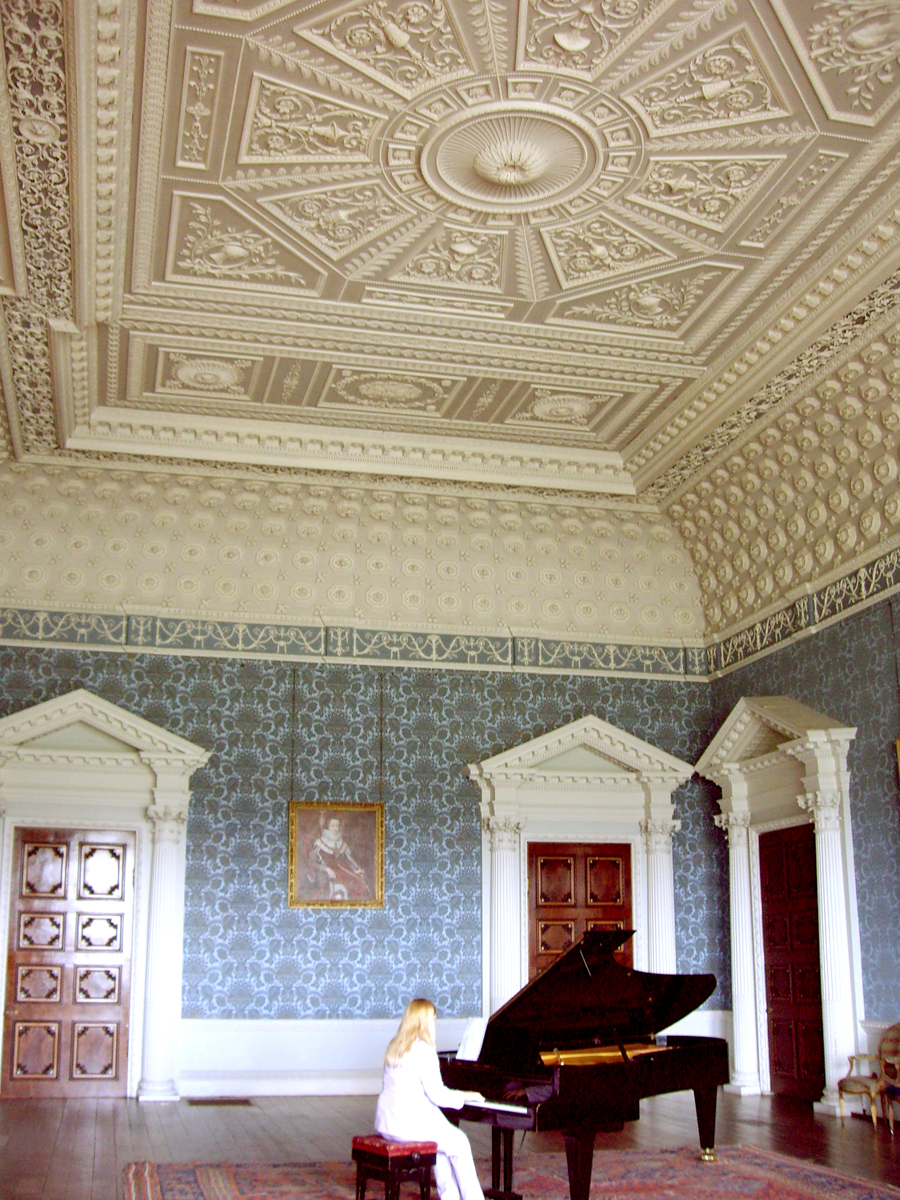

Nach 1620 war Claydon House der Landsitz der Familie von Sir Edmund Verney (auch Varney geschrieben).
Die heutige Anlage entstand zwischen 1757 und 1771 an der Stelle eines Vorgängerbaues. Ralph Verney, 2. Earl Verney orientierte sich beim Neubau von Claydon House am nahe gelegenen Stowe House. Mit dem Entwurf wurde der Architekt Sir Thomas Robinson beauftragt.
Die Bauarbeiten begannen 1768 und wurden bis 1771 von dem Verney aus London bekannten Steinmetz und Holzbildhauer Luke Lightfoot geleitet. Lightfoot war kein Architekt, und wahrscheinlich arbeitete er nach den Vorgaben des genannten Architekten und seines Bauherren. Seine ausschweifende Schnitzkunst, insbesondere die Interieurs in flamboyantem, anglo-chinesischem Rokoko, beeinflusst von Thomas Chippendale, machen vor allem den Ruhm von Claydon House aus. Da Lord Verney Anteilhaber der Britischen Ostindien-Kompanie war, verfügte er über eine große Sammlung chinesischen Porzellans und anderer Asiatika, die zur Raumdekorationen genutzt werden sollten. Der spektakuläre Chinese Room verfügt über einen Bett-Alkoven und Supraporten-Schnitzereien sowie eine Kaminummantelung nach orientalischem Geschmack, in den jedoch vielfach neugotische Motive wie Säulenbündel, Fialen und Kreuzblumen eingeflochten sind. Noch offensichtlicher ist die gotisch-chinoise Synonymität in der North Hall, wo ein aus Rocaillen und Kreuzblumen geformter Kielbogen eine Chinoiserie-Landschaft dominiert, die mit einer durch Felsen verbundenen Brücke und exotischen Vögeln in gerahmten Nischen ihre Fortsetzung findet. Auch im Gotischen Raum mit neugotischen Ornamenten erinnert das Flechtmuster der Decke an chinesisches Gitterwerk. Die Raumdekorationen fungieren als Rahmen für chinesisches Porzellan, Teller und Vasen, die in die ornamentale Wandgestaltung integriert sind.
Heute ist nur noch der südliche Flügel des ursprünglich aus drei Baukörpern bestehenden Gebäudeensembles erhalten. Bereits 1792 kurz nach dem Tod Verneys, der sich mit dem Bau und der Ausstattung des Gebäudes finanziell übernommen hatte, wurden der Mittelteil und das nördliche Pendant zu dem heute noch existierenden Südflügel abgebrochen. Hausherrin des Claydon Houses war in der zweiten Hälfte des 19. Jahrhunderts Florence Nightingales ältere Schwester Parthenope Nightingale, die in die Verney-Familie eingeheiratet hatte. Im Claydon House befindet sich daher eine der größten Sammlungen der Korrespondenz dieser englischen Pionierin der Krankenpflegegeschichte.
Das Anwesen wurde 1956 von Sir Ralph Verney, 5. Baronet, unter Wahrung seines Wohnrechtes an den National Trust übereignet.

## Einzelbelege
1. ↑  Abbildungen des Chinese Room auf insideinside.org
2. ↑   Mark Bostridge: Florence Nightingale, Penguin Books, London 2009, ISBN 978-0-14-026392-3, S. 5

Koordinaten: 51° 55′ 18,5″ N, 0° 57′ 19,5″ W